# Óscar Gil (Fußballspieler, 1998)
Óscar Gil Regaño (* 26. April 1998 in Elche) ist ein spanischer Fußballspieler, der bei Oud-Heverlee Löwen unter Vertrag steht.

## Karriere

### Im Verein
Gil begann in seiner Geburtsstadt Elche im Alter von 4 Jahren beim CD Pablo Iglesias mit dem Fußballspielen, ehe er in die Jugend des FC Elche wechselte. In der Saison 2015/16 kam der A-Junior (U19) 7-mal für die zweite Mannschaft (FC Elche Ilicitano) in der viertklassigen Tercera División zum Einsatz. In der Saison 2016/17 folgten 8 Viertligaeinsätze. In der Saison 2017/18, seiner ersten offiziellen im Herrenbereich, stand Gil im Oktober 2017 erstmals bei der Profimannschaft in der drittklassigen Segunda División B ohne Einsatz im Spieltagskader. Er kam in dieser Saison 28-mal in der zweiten Mannschaft zum Einsatz. In der Saison 2018/19 folgten weitere 28 Viertligaeinsätze. Zur Saison 2019/20 rückte der Rechtsverteidiger in die Profimannschaft auf und kam 33-mal (alle von Beginn) in der Segunda División zum Einsatz, wobei er ein Tor erzielte. Er erreichte mit seiner Mannschaft den 6. Platz, der zur Teilnahme an den Aufstiegsplay-offs berechtigte. Dort kam Gil in allen 3 Spielen zum Einsatz, jedoch scheiterte man im Finale am FC Girona.
Zur Saison 2020/21 wechselte Gil innerhalb der Segunda División per Ausstiegsklausel zu Espanyol Barcelona. Er unterschrieb beim Absteiger einen Vertrag bis zum 30. Juni 2024. Dort steuerte er 32 Einsätze (22-mal von Beginn) und ein Tor zur Meisterschaft und zum Wiederaufstieg in die Primera División bei.
Im Sommer 2024 wechselte Gil zu Oud-Heverlee Löwen.

### In der Nationalmannschaft
Gil wurde für die von Ende Mai bis Anfang Juni 2021 stattfindende K.-o.-Runde der U21-Europameisterschaft 2021 anstelle des verletzten Mateu Morey nominiert. Nachdem er im Viertelfinale nicht zum Einsatz gekommen war, debütiert er bei der Halbfinalniederlage gegen Portugal für die spanische U21-Nationalmannschaft.
Anfang Juni 2021 debütierte Gil bei einem 4:0-Sieg gegen Litauen in der A-Nationalmannschaft. Aufgrund von COVID-19-Fällen im Kader für die kurze Zeit später beginnende Europameisterschaft 2021 traten die Spieler, die zuvor die U21-EM absolviert hatten, bei diesem Spiel an.
Ende Juni 2021 wurde Gil mit einer P-Akkreditierung in den Kader der spanischen Olympiaauswahl für das Fußballturnier der Olympischen Sommerspiele 2021 berufen. Beim zweiten Gruppenspiel kam er zu einem Einsatz als Einwechselspieler.

## Erfolge
- Meister der Segunda División und Aufstieg in die Primera División: 2021